# Rudolf Saudek
Rudolf Saudek (20. října 1880 Kolín – 19. července 1965 Praha) byl český akademický sochař, grafik a překladatel.

## Život
Absolvoval výtvarnou akademii v Lipsku, později také Akademii výtvarných umění v Praze. Za druhé světové války byl vězněn v Terezíně. Byl významným sochařem portrétistou – portrétoval významné kulturní osobnosti, např. Bedřicha Smetanu, Antonína Dvořáka, F. X. Šaldu aj.